# 合肥城
合肥城多为历代合肥县治所在，经历了多次变迁、改建，直到明初逐渐达到今天合肥城池的规模。

## 汉城
汉城的具体建造时间、形状和范围已不可考，位置在今合肥城水西门外二里的白渡港北，即庐阳区亳州路街道古城社区。秦汉时期合肥建县后，汉城一直作为合肥县县城，东汉末年亦曾是扬州刺史驻地。汉城因扼守两汉魏晋时期最为重要的南北运输通道之一而成为“南北输会”和兵家必争之地。
直至萧梁天监五年（506 年），为了从北魏手里夺取合肥，豫州刺史韦叡采用了围堰淝水倒灌合肥城的办法，筑堰以后，南淝河水位不断增高，梁军的战船都高过了合肥城墙，于是河水由北岸外溢，淹没了秦、汉所建的合肥县城。

## 新城
三国新城遗址建于曹魏青龙元年（233年），都督满宠为了更有效地控制南北运输通道，打击孙吴军队，于是在汉城西北三十里的鸡鸣山东北“奇险”之地建筑新城。魏军在此地于青龙二年（234年）和嘉平五年（253年）大破吴军，打赢第四次和第五次合肥之战。西晋初年，作为军事堡垒的新城废弃。

## 金斗城
淝水北岸的汉城地势低洼，南北朝时期多次因战乱而淹毁，因此唐朝初年，右武侯大将军尉迟敬德于貞觀年间将合肥城迁至淝水南岸，按中国古代堪舆学说，这座城的天文分野处于“斗”区，于是名为“金斗城”，亦取“日进斗金”之意。城池的形状和范围已不可考，但位置是约略可知的。宋、元、明三代还存在着金斗城的北门城楼和部分残存的夯土城，名为“金斗门”和金斗岗。金斗门位于今时雍门西二里，即今十字街中菜市，明朝将其改建为钟鼓楼。
杨吴天祐四年，庐州观察使张崇于金斗城外兴修罗城以加强防备，罗城周回二十六里一百七十步，壕面阔七十丈至六十丈，深八丈，建有十三座城门、四十四座弩楼。城门名可考的有庐江门、潜桥门、独山门、瓦步门、东水阊门、西水阊门、东正门、怀德门、崇化门。
宋孝宗乾道五年（1169年），淮西元帅郭振扩建合肥城，将金斗城由东到西分切为两半，南半部阻断于宋城之外，因而毁弃。

## 斗梁城
金斗城受地形限制，范围狭小，影响城市的经济发展和人口增长。建炎南渡以后，金人大规模地南侵，合肥城成为国防前线的军事重镇。宋孝宗为了固守合肥重镇，确保江淮地区的安全，阻止金兵进一步渡江南侵，拱卫太湖平原和行在临安府，便委任郭振为淮西路元帅，率重兵镇守，元帅府即设在淮南西路转运使、经略安抚使驻地庐州（治所合肥）。
然而金斗城范围较狭，难容重兵，也不适合屯田、运输，于是郭振突破原来地形限制，南截唐代金斗城一半，北跨淝水，西括九曲水，将原来在金斗城外东北角的小湖泊逍遥津和西北角的洼地金斗圩括入城内，是为“斗梁城”。同时改道淝水，使淝水主河道经城北绕行而不穿城而过，同时修筑水关保证淝水故道通畅，故道即是后来的金斗河。

## 明城
宋元明交替时期，战乱频发，斗梁城多次被毁。明朝初年，虢国公俞通海以宋斗梁城为基础重修合肥城，使用砖石代替原夯土城墙，周围四千零六丈，约合二十六余里。
明正德六年（1511年），霸州文安县农民刘六、刘七领导的农民起义军南下，庐州知府徐钰忧虑合肥城西北水闸难守，便下令堵塞。流经城内的一段金斗河和九曲水无水源，日渐淤塞，往后变成了一条臭水渠，失去了往日供给饮水和排水的作用，给城内居民生活造成极大的困难。雨季河水暴涨，城内还会壤成水患。货船也无法航行入城，造成水运上的巨大损失。明、清两朝虽不断有人著文建议重开金斗河故道，但都未被采纳，直至建国后，为整治市容，金斗河故道被填平，即是今天的人民广场和淮河路步行街。
至此合肥城迁改大体结束，古城一直保留至1951年拆除。